# Minnesfest den första April
Minnesfest den första April är en novell av Carl Jonas Love Almqvist. Den ingår i band II av den så kallade imperialoktavupplagan av Törnrosens bok, vilket utkom 1849. Texten utgörs till största delen av en artikel om Pehr Henrik Ling, som Almqvist omarbetat och fört in i törnrosverkets fiktion, där den blivit ett tal som herr Hugos son Frans håller inom den akademi instiftat. När talet är avslutat uppstår ett samtal mellan herr Hugo och Richard Furumo, vilket bildar en inledning till sagocykeln Sviavigamal.